# Jardinella eulo
Jardinella eulo é uma espécie de gastrópode  da família Hydrobiidae.
É endémica da Austrália.